# 신영동 (서울)
신영동(新營洞)은 서울특별시 종로구에 있는 동이다. 법정동으로 행정동인 부암동의 관할 하에 있다. 북쪽은 구기동, 동쪽은 평창동과 접해 있고, 남쪽으로는 부암동, 서쪽으로는 홍지동과 접해 있다.

## 유래
신영동이라는 이름은 1750년(조선 영조 26년)에 5군영의 하나인 총융청을 이곳으로 새로 이전하였다는 데에서 유래한다.

## 역사
- 조선시대, 한성부 북부 의통방(義通坊)에 속하게 됨
- 1751년, 의통방 조지서계(造紙署契)로 소속 변경
- 1894년, 갑오개혁 당시 행정구역 개편에 의해 북서(北署) 상평방(常平坊) 경리청계(經理廳契) 신영동이 됨
- 1914년 4월, 행정구역 통폐합에 따라 경기도 고양군(高陽郡) 은평면(恩平面) 신영리가 됨
- 1936년 4월, 동명이 일본식 지명으로 변경됨에 따라 경성부 신영정(町)으로 명칭 변경
- 1940년 7월, 경성부 서대문출장소 관할로 편입
- 1943년 6월, 구(區)제도 실시에 의해 신설된 서대문구에 속하게 됨
- 1946년 10월 1일, 일제잔재 청산에 따라 신영동으로 명칭 변경[1]
- 1955년 4월 18일, 행정동제 실시로 부암동, 홍지동과 함께 행정동인 세검정동 관할이 됨
- 1975년 10월 1일, 종로구 관할로 편입[2]

## 교통
- 도로

세검정로와 평창문화로가 동 중심을 가로지르며, 동 가운데에 위치한 신영동삼거리에서 구기동 방면으로 진흥로가 분기된다.
- 대중교통

버스를 이용하여 서울 각지로 이동이 가능하나, 신영동 및 인근지역으로 궤도교통이 들어오지 않기 때문에, 지하철 이용을 위해서는 버스를 통해 불광역이나 경복궁역으로 가야 한다.

## 문화재
문화재로는 연산군 시절 세워진 정자인 세검정(서울시기념물 4호)과 신라시대의 유물인 장의사지 당간지주(보물 235호) 등이 있다.

## 주요 시설
- 관공서
  - 신영119안전센터

- 공공시설
  - 세검정우체국

- 학교
  - 서울세검정초등학교

## 같이 보기
- 대한민국의 행정 구역